# Gyraulus stankovici
Gyraulus stankovici is een slakkensoort uit de familie van de Planorbidae. De wetenschappelijke naam van de soort is voor het eerst geldig gepubliceerd in 1955 door Hadzisce.